# Orectochilus orbisonorum
Orectochilus orbisonorum is een keversoort uit de familie van schrijvertjes (Gyrinidae). De wetenschappelijke naam van de soort is voor het eerst geldig gepubliceerd in 2008 door Miller, Mazzoldi & Wheeler.

## Entymologie
De soort is vernoemd naar Orbison en Barbara Orbison.

## Voorkomen
De soort komt voor in India.